# Palpimanus pseudarmatus
Palpimanus pseudarmatus är en spindelart som beskrevs av Lawrence 1952. Palpimanus pseudarmatus ingår i släktet Palpimanus och familjen Palpimanidae. Inga underarter finns listade i Catalogue of Life.